# Mistrzostwa Świata w Kajakarstwie 2003
33. Mistrzostwa świata w kajakarstwie odbyły się w dniach 9–14 września 2003 w Gainesville.
Rozegrano 18 konkurencji męskich i 9 kobiecych. Mężczyźni startowali w kanadyjkach jedynkach (C-1), dwójkach (C-2) i czwórkach (C-4) oraz w kajakach jedynkach (K-1), dwójkach (K-2) i czwórkach (K-4), zaś kobiety w kajakach jedynkach, dwójkach i czwórkach.  Liczba i rodzaj konkurencji nie zmieniły się od poprzednich mistrzostw.
Pierwsze miejsce w klasyfikacji medalowej wywalczyli reprezentanci Węgier.
Siergiej Ulegin z Rosji, który pierwotnie zdobył trzy medale w kanadyjkach, został później zdyskwalifikowany z powodu dopingu. Wraz z nim medale utracili inni zawodnicy rosyjscy płynący w tych osadach.

## Medaliści

### Mężczyźni

#### Kanadyjki
| Konkurencja: | Złoto:                                                                        | Rezultat | Srebro:                                                                          | Rezultat | Brąz:                                                                            | Rezultat |
| C-1 200 m    | Maksim Opalew                                                                 | 40,896   | Martin Doktor                                                                    | 40,929   | Andreas Dittmer                                                                  | 40,962   |
| C-1 500 m    | Andreas Dittmer                                                               | 1:47,227 | Maksim Opalew                                                                    | 1:47,488 | Martin Doktor                                                                    | 1:48,030 |
| C-1 1000 m   | Andreas Dittmer                                                               | 3:52,482 | David Cal                                                                        | 3:53,406 | Maksim Opalew                                                                    | 3:55,299 |
| C-2 200 m    | Polska · Paweł Baraszkiewicz · Daniel Jędraszko                               | 37,972   | Czechy · Petr Netušil · Petr Fuksa                                               | 38,012   | Ukraina · Serhij Kłymniuk · Dmytro Sablin                                        | 38,230   |
| C-2 500 m    | Polska · Paweł Baraszkiewicz · Daniel Jędraszko                               | 1:39,194 | Rumunia · Silviu Simioncencu · Florin Popescu                                    | 1:40,824 | Kuba · Ledis Balceiro · Ibrahim Rojas                                            | 1:41,136 |
| C-2 1000 m   | Rumunia · Silviu Simioncencu · Florin Popescu                                 | 3:34,932 | Rosja · Aleksandr Kowalow · Aleksandr Kostogłod                                  | 3:35,325 | Węgry · György Kozmann · György Kolonics                                         | 3:35,428 |
| C-4 200 m    | Węgry · Sándor Malomsoki · László Vasali · György Kozmann · György Kolonics   | 34,737   | Czechy · Petr Fuksa · Petr Netušil · Jan Břečka · Karel Kožíšek                  | 35,105   | Rumunia · Silviu Simioncencu · Mitică Pricop · Florin Popescu · Petre Condrat    | 35,610   |
| C-4 500 m    | Rumunia · Silviu Simioncencu · Mitică Pricop · Florin Popescu · Petre Condrat | 1:32,022 | Polska · Adam Ginter · Łukasz Woszczyński · Marcin Grzybowski · Michał Śliwiński | 1:32,185 | Węgry · Csaba Hüttner · Gábor Furdok · Imre Pulai · Ferenc Novák                 | 1:33,506 |
| C-4 1000 m   | Węgry · Csaba Hüttner · Márton Joób · Imre Pulai · Ferenc Novák               | 3:22,090 | Kanada · Attila Buday · Tamas Buday Jr. · Maxim Boilard · Dimitri Joukovski      | 3:22,332 | Polska · Andrzej Jezierski · Roman Rynkiewicz · Adam Ginter · Wojciech Tyszyński | 3:22,446 |

#### Kajaki
| Konkurencja: | Złoto:                                                                               | Rezultat | Srebro:                                                                    | Rezultat | Brąz:                                                                               | Rezultat |
| K-1 200 m    | Ronald Rauhe                                                                         | 35,789   | Vince Fehérvári                                                            | 36,411   | Anton Riachow                                                                       | 36,417   |
| K-1 500 m    | Nathan Baggaley                                                                      | 1:37,541 | Carlos Pérez                                                               | 1:37,961 | Lutz Altepost                                                                       | 1:38,077 |
| K-1 1000 m   | Ben Fouhy                                                                            | 3:28,852 | Adam van Koeverden                                                         | 3:29,720 | Nathan Baggaley                                                                     | 3:29,909 |
| K-2 200 m    | Litwa · Alvydas Duonėla · Egidijus Balčiūnas                                         | 32,972   | Polska · Marek Twardowski · Adam Wysocki                                   | 33,154   | Niemcy · Ronald Rauhe · Tim Wieskötter                                              | 33,385   |
| K-2 500 m    | Niemcy · Ronald Rauhe · Tim Wieskötter                                               | 1:27,984 | Białoruś · Raman Piatruszenka · Wadzim Machnieu                            | 1:28,954 | Litwa · Alvydas Duonėla · Egidijus Balčiūnas                                        | 1:29,205 |
| K-2 1000 m   | Szwecja · Markus Oscarsson · Henrik Nilsson                                          | 3:14,157 | Belgia · Bob Maesen · Wouter D’Haene                                       | 3:14,690 | Niemcy · Tim Huth · Marco Herszel                                                   | 3:15,142 |
| K-4 200 m    | Ukraina · Ołeksij Śliwiński · Mychajło Łucznyk · Mykoła Zajczenkow · Andrij Borzukow | 31,136   | Rumunia · Vasile Curuzan · Marian Băban · Alexandru Ceaușu · Romică Șerban | 31,168   | Hiszpania · Manuel Muñoz · Jaime Acuña · Aike González · Oier Aizpurua              | 31,260   |
| K-4 500 m    | Słowacja · Richard Riszdorfer · Michal Riszdorfer · Erik Vlček · Juraj Bača          | 1:20,409 | Rumunia · Vasile Curuzan · Marian Băban · Alexandru Ceaușu · Romică Șerban | 1:21,353 | Rosja · Aleksandr Iwanik · Anatolij Tiszczenko · Oleg Gorobij · Władimir Gruszichin | 1:21,408 |
| K-4 1000 m   | Słowacja · Richard Riszdorfer · Michal Riszdorfer · Erik Vlček · Juraj Bača          | 2:55,291 | Węgry · Zoltán Kammerer · Ákos Vereckei · Roland Kökény · Krisztián Veréb  | 2:56,795 | Niemcy · Andreas Ihle · Mark Zabel · Björn Bach · Stefan Ulm                        | 2:57,048 |

### Kobiety

#### Kajaki
| Konkurencja: | Złoto:                                                                       | Rezultat | Srebro:                                                                                 | Rezultat | Brąz:                                                                                    | Rezultat |
| K-1 200 m    | Caroline Brunet                                                              | 41,344   | Teresa Portela                                                                          | 41,600   | Tímea Paksy                                                                              | 42,298   |
| K-1 500 m    | Katalin Kovács                                                               | 1:48,996 | Caroline Brunet                                                                         | 1:49,778 | Aneta Pastuszka                                                                          | 1:49,785 |
| K-1 1000 m   | Katalin Kovács                                                               | 4:00,955 | Katrin Wagner                                                                           | 4:02,122 | Lior Karmi                                                                               | 4:03,104 |
| K-2 200 m    | Węgry · Tímea Paksy · Melinda Patyi                                          | 38,292   | Hiszpania · Teresa Portela · Beatriz Manchón                                            | 38,521   | Polska · Aneta Pastuszka · Beata Sokołowska-Kulesza                                      | 38,528   |
| K-2 500 m    | Węgry · Szilvia Szabó · Kinga Bóta                                           | 1:39,984 | Bułgaria · Bonka Pindżewa · Delana Daczewa                                              | 1:40,937 | Polska · Beata Sokołowska-Kulesza · Joanna Skowroń                                       | 1:41,597 |
| K-2 1000 m   | Węgry · Tímea Paksy · Dalma Benedek                                          | 3:41,540 | Niemcy · Manuela Mucke · Nadine Opgen-Rhein                                             | 3:41,636 | Kanada · Caroline Brunet · Mylanie Barré                                                 | 3:43,52  |
| K-4 200 m    | Węgry · Katalin Kovács · Szilvia Szabó · Erzsébet Viski · Kinga Bóta         | 35,665   | Hiszpania · María Isabel García · Beatriz Manchón · Jana Šmidáková · Teresa Portela     | 35,939   | Polska · Karolina Sadalska · Aneta Pastuszka · Beata Sokołowska-Kulesza · Joanna Skowroń | 36,118   |
| K-4 500 m    | Węgry · Katalin Kovács · Szilvia Szabó · Erzsébet Viski · Kinga Bóta         | 1:31,632 | Polska · Karolina Sadalska · Małgorzata Czajczyńska · Aneta Białkowska · Joanna Skowroń | 1:33,573 | Hiszpania · María Isabel García · Beatriz Manchón · Jana Šmidáková · Teresa Portela      | 1:33,742 |
| K-4 1000 m   | Węgry · Eszter Rasztótzky · Kinga Dékány · Krisztina Fazekas · Natasa Janics | 3:13,296 | Ukraina · Ołena Czerewatowa · Tetiana Semykina · Marija Rałczewa · Inna Osypenko        | 3:16,389 | Australia · Paula Harvey · Chantal Meek · Amanda Rankin · Katrin Kieseler                | 3:16,870 |

## Klasyfikacja medalowa
| Miejsce | Państwo       | Złoto | Srebro | Brąz | Razem |
| ------- | ------------- | ----- | ------ | ---- | ----- |
| 1       | Węgry         | 10    | 1      | 3    | 14    |
| 2       | Niemcy        | 4     | 2      | 5    | 11    |
| 3       | Polska        | 2     | 3      | 5    | 10    |
| 4       | Rumunia       | 2     | 3      | 1    | 5     |
| 5       | Słowacja      | 2     | 0      | 0    | 2     |
| 6       | Kanada        | 1     | 3      | 1    | 5     |
| 7       | Rosja         | 1     | 2      | 2    | 5     |
| 8       | Australia     | 1     | 1      | 2    | 4     |
| 9       | Ukraina       | 1     | 1      | 1    | 3     |
| 10      | Litwa         | 1     | 0      | 1    | 2     |
| 11      | Nowa Zelandia | 1     | 0      | 0    | 1     |
| 11      | Szwecja       | 1     | 0      | 0    | 1     |
| 13      | Hiszpania     | 0     | 5      | 2    | 7     |
| 14      | Czechy        | 0     | 3      | 1    | 4     |
| 15      | Belgia        | 0     | 1      | 0    | 1     |
| 15      | Białoruś      | 0     | 1      | 0    | 1     |
| 15      | Bułgaria      | 0     | 1      | 1    | 2     |
| 18      | Izrael        | 0     | 0      | 1    | 1     |
| 18      | Kuba          | 0     | 0      | 1    | 1     |
| 18      | Uzbekistan    | 0     | 0      | 1    | 1     |
|         | Razem         | 27    | 27     | 27   | 82    |